# Sida cerradoensis
Sida cerradoensis är en malvaväxtart som beskrevs av Antonio Krapovickas. Sida cerradoensis ingår i släktet sammetsmalvor, och familjen malvaväxter. Inga underarter finns listade i Catalogue of Life.